# Harald Strebel
Harald Strebel (* 4. Mai 1942) ist ein Schweizer Klarinettist, Musikhistoriker und Mozart-Forscher.

## Leben
Strebel studierte Musik (Theorie: Ernst Hess, Klarinette: Georges Coutelen und Hans Rudolf Stalder) in Winterthur und Zürich. Seit 1964 unterrichtete er Klarinette am Konservatorium Winterthur, wirkte aber zugleich als Gastspieler in mehreren schweizerischen Orchestern, darunter dem Orchester des Musikkollegiums Winterthur, dem Radioorchester Beromünster und dem Tonhalle-Orchester Zürich.
Ab Mai 1966 Soloklarinettist im PACT-Orchestra Pretoria, von September 1966 bis Mai 1976 in gleicher Position im Cape Town Symphony Orchestra. Ab 1971 unterrichtete Strebel zugleich als Dozent für Klarinette und Bläserkammermusik an der Musikfakultät der Universität Kapstadt, ab 1974 zudem Lehrer für Klarinette am Konservatorium der Musikfakultät der Universität Stellenbosch. Außerdem war er Gastdozent unter anderem am Konservatorium und Musikhochschule Zürich, an der Universität Zürich, Albert-Ludwigs-Universität Freiburg, Eberhard Karls Universität Tübingen, Universität Padua, Mozarteum Salzburg, Universität Graz, Hochschule für Musik und Theater München. Bis 2004 Lehrbeauftragter an der Kantonsschule Zürcher Unterland in Bülach. Von 1999 bis 2007 war Strebel akkreditierter Berufsausbildner im Fach Klarinette des Schweizerischen Musikpädagogischen Verbandes (SMPV/SAMP).
Strebel spielte u. a. mit Enrique García Asensio, Roberto Benzi, Erich Bergel, Paavo Berglund, Nadia Boulanger, Charles Dutoit, Jussi Jalas, Joseph Keilberth, Ferdinand Leitner, Frieder Weissmann, Fritz Rieger, Carlo Zecchi, Salvatore Accardo, Radu Aldulescu, Géza Anda, Vladimir Ashkenazy, Paul Badura-Skoda, Alfred Brendel, Lamar Crowson, Jörg Demus, Christoph Eschenbach, Andor Foldes, Steven De Groote, Pierre Fournier, Heinz Holliger, Nikita Magaloff, Edith Peinemann, Ruggiero Ricci, Charles Rosen, Wolfgang Schneiderhan, Claude Starck und anderen. Er hatte solistische wie Kammermusikalische Auftritte in Europa, Asien und Afrika und zahlreiche Einspielungen bei Rundfunkanstalten. Zudem war er Juror bei nationalen und internationalen Musikwettbewerben.
Außerdem ist Strebel Musikhistoriker, insbesondere Mozart-Forscher. Er hat mehrere Bücher und über 100 Aufsätze veröffentlicht. Bis 2013 fungierte er als Schriftleiter der von der Mozartgesellschaft Zürich herausgegebenen Zeitschrift In Signo Wolfgang Amadé Mozart.
Strebel war im Jahr 1997 Gründungsmitglied des Klarinetten-Oktetts Amadé. Er leitete das Ensemble als primus inter pares bis 2013.

## Selbstständige Publikationen
- Der Freimaurer Wolfgang Amadé Mozart. Rothenhäusler, Stäfa 1991, ISBN 3-907960-45-9.
- Mozarts Schwägerin Aloisia Lange und ihre Zürcher Aufenthalte von 1813 bis 1819. Der Zürcher Besuch 1820 von Franz Xaver (Wolfgang) Mozart Sohn. In: 185. Neujahrsblatt der Allgemeinen Musikgesellschaft Zürich auf das Jahr 2001. Hug & Co., Zürich 2001, ISBN 3-7266-0050-7.
- Anton Stadler: Wirken und Lebensumfeld des "Mozart-Klarinettisten". Fakten, Daten und Hypothesen zu seiner Biographie., Band I und II. Hollitzer, Wien 2016, ISBN 978-3-99012-367-6.
- Der Komponist Conradin Kreutzer und seine Anna Huber aus Glattfelden. Eine Spurensuche. Hrsg. Stiftung Gottfried-Keller-Zentrum, Glattfelden, 2019.
- Anton Stadler: Wirken und Lebensumfeld des "Mozart-Klarinettisten". Fakten, Daten und Hypothesen zu seiner Biographie., Addenda zu Band 1 und Band 2. Hollitzer, Wien 2020, ISBN 978-3-99012-872-5.

## Musik-Editionen
- Luigi Fontana, Sei studi progressivi per clarinetto solo, Amadeus-Verlag, Winterthur 1977.
- Heinrich Joseph Baermann, Konzert (Quintett) Es-Dur op. 23 für Klarinette und Orchester. Klavierauszug, Partitur u. Stimmen, Schott Verlag, Mainz/London/New York 1986.
- Joseph Fiala, Divertimento VI in B-Dur („Pastorale“) für Bläseroktett, Partitur und Stimmen, aart verlag, Zürich 2003.
- Wolfgang Amadeus Mozart (zugeschrieben), „Prager“-Parthia in F-Dur für Bläseroktett, KV Anh. C. 17.05/KV Anh.B zu 370a, Partitur und Stimmen, aart verlag, Zürich 2002.
- Wolfgang Amadeus Mozart (zugeschrieben), „Prager“-Parthia Es-Dur für Bläseroktett, KV Anh. C 17.07, C. 17.04, Anh. B zu 370a, Partitur und Stimmen, aart verlag, Zürich 2002.
- Adalbert Gyrowetz, „Parthia in Dis Concertando“ für 2 Klarinetten, 2 Hörner und Fagott. Partitur und Stimmen, aart verlag Zürich 2006.
- Franz Wanieržovský (František Váněřovský), Partita in Es für 2 Klarinetten, 2 Hörner und 2 Fagotte. Partitur und Stimmen, aart verlag, Zürich 2006.
- Ignaz Pleyel, Partiten in Es-Dur, B-Dur und Andante con Variazioni (2 Klarinetten, 2 Hörner, 2 Fagotte), Partitur und Stimmen, aart verlag, Zürich 2007.
- Johann Georg Heinrich Backofen, Konzert Es-Dur op. 24 für Klarinette und Orchester. Klavierauszug, Partitur und Stimmen, Selbstverlag Konrad Bergius, Zürich 2017.

## Auszeichnungen
- 1992 – Kulturpreis der Stadt Bülach gemeinsam mit der Stadtmusik Bülach.
- 2000 – Goldene Mozartnadel durch die Internationale Stiftung Mozarteum Salzburg.
- 2014 – Ehrenmitglied Mozart-Gesellschaft Zürich.
- 2018 – Kulturpreis 2017 der Stadt Bruck an der Leitha: 3. Preis für besondere kulturelle Leistungen (Harald Strebel und HOLLITZER-Verlag für die Publikation Anton Stadler. Wirken und Lebensumfeld des ‘Mozart-Klarinettisten‘ (2016)).
- 2021 – Dr. phil. h. c. für Musikwissenschaft der Hochschule für Musik und Theater München und der Ludwig-Maximilians-Universität München.